# 勝間田盛道
勝間田 盛道（かつまた もりみち）は、戦国時代から安土桃山時代の武将。大内氏、毛利氏の家臣。

## 生涯
周防内藤氏の庶流で長門国の小守護代を務めた一族である勝間田氏の勝間田元信の次男として生まれる。
防長経略の後の弘治3年（1557年）11月10日、大内氏遺臣の草場氏、小原氏、河越氏らが、大内義隆の遺児・問田亀鶴丸を擁立して山口に乱入し、障子ヶ岳城に籠城した。この時、山口に滞在していた毛利方の内藤隆春は雑賀隆利と共に鎮圧に乗り出し、翌11月11日には雑賀隆利が障子ヶ岳城を急襲して、妙見崎山で大内氏残党軍を撃ち破った。この戦いで盛道は負傷しつつも問田氏の遺臣2人を討つ戦功を挙げた。これにより、同年12月3日に毛利隆元から恩賞として一所を与えられ、12月20日には毛利元就にも称賛された。
永禄12年（1569年）、内藤隆春の指示により長門国櫛崎城に在番した。この頃、吉川元春や小早川隆景らが北九州の立花山城で大友氏と戦い、元就は長府の修禅寺に在陣していたが、大友宗麟による立花山城への後詰派遣、尼子勝久や山中幸盛ら尼子再興軍の雲州侵攻、備後国での藤井皓玄の乱など、毛利氏にとって苦しい状況となっていた。そのような折、大友氏家臣の後根某が櫛崎城の盛道のもとを訪れ調略を行った。大友氏に味方すれば長門国で望みのままに所領を与えるという誘いに、盛道は承知したと後根某に返答した上で直ちに修禅寺に在陣する元就に面会し、大友氏からの調略の書状を提出した。これに対し、元就は盛道の忠節を賞している。櫛崎城へと戻った盛道は直ちに後根某を討ち果たし、長府の外浜で後根某の従者も討ち取った。
文禄2年（1593年）8月1日に死去。子の春景が後を継いだ。